# Pinta (unitat de volum)
La pinta és una unitat de volum o capacitat anglesa que forma part del sistema imperial així com del sistema d'unitats propi dels Estats Units d'Amèrica. Una pinta equival a una huitena part d'un galó; tot i que de manera poc acurada s'assembla a mig litre, hi ha diferències en la seua equivalència exacta. Al sistema mètric decimal de les unitats, de manera informal la pinta equival a 500 ml (mig litre).
Al sistema imperial d'unitats (utilitzat al Regne Unit i els països que conformen la Commonwealth) 1 pinta equival a 20 unces líquides = 568,26125 l ≈ 568 ml. Als Estats Units d'Amèrica es distingeixen dues pintes: la pinta humida que són 16 unces líquides = 473 ml (per al mesurament de líquids) i la pinta seca = 550,6104713575 ml ≈ 551 ml (per al mesurament del volum de sòlids)
| La pinta  | La pinta          | La pinta              | La pinta          | La pinta                      | La pinta      |
| --------- | ----------------- | --------------------- | ----------------- | ----------------------------- | ------------- |
| Nom       | pinta imperial    | pinta imperial        | pinta americana   | pinta americana               | pinta decimal |
| 1⁄8 galó  |                   |                       |                   |                               |               |
| 1⁄2 quart |                   |                       |                   |                               |               |
| 1 pinta   | 20 unces líquides | 568,26125 ml ≈ 568 ml | 16 unces líquides | 473 ml (humida) 551 ml (seca) | 500ml         |
| 2 tasses  |                   |                       |                   |                               |               |
| 4 gills   |                   |                       |                   |                               |               |

## Història
La pinta va ser definida originàriament a Gran Bretanya com a la vuitena part d'un galó, tot i que la definició del galó i, per tant, de la pinta van variar depenent del lloc i del moment.
Posteriorment, als Estats Units es va adoptar el galó de vi anglès (definit en 1707 com a 231 polzades cúbiques) per mesurar el volum de substàncies líquides i el galó britànic de blat per a les substàncies sòlides. D'ací es deriven les definicions de la pinta humida i seca, respectivament.
En 1824 el Parlament Britànic va reemplaçar totes les variants del galó (i en conseqüència de la pinta) per l'actual galó imperial, definit com el volum que ocupen 10 lliures d'aigua destil·lada a una temperatura de 62 graus Fahrenheit, és a dir 277,42 polzades cúbiques (equivalents aproximadament a 568 ml, com apareix dalt).